# Soraia André
Soraia André César (São Paulo, 9 de agosto de 1964) é uma ex-judoca brasileira. Ganhou três medalhas nos Jogos Panamericanos entre os anos 1983 e 1991, e oito medalhas no Campeonato Panamericano de Judo entre os anos 1982 e 1990.

## Carreira no esporte
Soraia André começou a prática do Judô em 1976, em um período histórico (Ditadura Militar) em que as artes marciais eram proibidas para as mulheres no Brasil. Só voltaram a ser liberadas para as mulheres em 1979. Ela conseguiu iniciar os treinamentos em 1976 porque seu pai conhecia os mestres judocas e ela passou a integrar a equipe das esposas dos mestres. Todos e todas eram japoneses. Segundo ela, "como eu era a única brasileira no grupo, eu queria parecer com elas, que eram japonesas ou nisseis. E então eu alisava meu cabelo com ferro quente e fazia de tudo para ter um comportamento semelhante ao delas". Ela afirma ainda que "o judô me tirou da marginalidade, me deu um futuro, me ensinou a ser uma pessoa perseverante, que nunca se acomoda com derrotas".
Ganhou três medalhas nos Jogos Panamericanos entre os anos 1983 e 1991, e oito medalhas no Campeonato Panamericano de Judo entre os anos 1982 e 1990. Em 1988, ela estava entre as judocas que participaram da Olimpíada como demonstração e ficou em quinto lugar.
Segundo Soraia, nos Jogos Olímpicos de Barcelona (1992), ela se desentendeu com os dirigentes da Confederação Brasileira de Judô, que instituíram que judocas com mais de 28 anos de idade não poderiam fazer parte da equipe brasileira; o que a atingia diretamente.

## Vida pessoal
Soraia é graduada em Educação Física, em Psicologia e possui pós-gradução em Psicopedagogia, Letras, Direito Educacional, Psicologia do Esporte e Psicodrama. Em 1988, mudou-se para a cidade de Santo André, onde recebeu, em 2016, o título de cidadã honorária da cidade, em sessão solene na Câmara Municipal. Em 2008, foi candidata a Vereadora pelo Partido Trabalhista Brasileiro (PTB).
Em 2021, foi homenageada pela Coordenação de Veteranos da Federação Paulista de Judô (FPJudô) em uma cerimônia em comemoração aos 40 anos do primeiro campeonato mundial de judô feminino. No mesmo ano, publicou artigo sobre o racismo no judô, em co-autoria com Gabriela C. de Souza, no qual analisam os casos de Rafaela Silva (2012) e de Rochele Nunes (2020).
É casada com José Barbosa César.
Em 2023, Soraia foi convidada para fazer parte do departamento recém criado da Federação Paulista de Judô (FPJudô), a Comissão da Mulher, que fomenta a equidade de gênero e garantir o acesso e a participação plena das mulheres em todos as áreas da modalidade, como a esportiva, técnica, arbitragem e gestão.

## Prêmios internacionais
| Jogos Panamericanos     | Jogos Panamericanos           | Jogos Panamericanos | Jogos Panamericanos |
| Ano                     | Lugar                         | Medalha             | Categoria           |
| ----------------------- | ----------------------------- | ------------------- | ------------------- |
| 1983                    | Caracas (Venezuela)           | Medalha de bronze   | +72 kg              |
| 1987                    | Indianápolis (Estados Unidos) | Medalha de ouro     | –72 kg              |
| 1991                    | Havana (Cuba)                 | Medalha de bronze   | Aberta              |
| Campeonato Panamericano |                               |                     |                     |
| Ano                     | Lugar                         | Medalha             | Categoria           |
| 1982                    | Santiago de Chile (Chile)     | Medalha de prata    | +72 kg              |
| 1982                    | Santiago de Chile (Chile)     | Medalha de prata    | Aberta              |
| 1985                    | Havana (Cuba)                 | Medalha de prata    | –72 kg              |
| 1985                    | Havana (Cuba)                 | Medalha de prata    | Aberta              |
| 1986                    | Salinas (Porto Rico)          | Medalha de prata    | –72 kg              |
| 1988                    | Buenos Aires (Argentina)      | Medalha de bronze   | –72 kg              |
| 1988                    | Buenos Aires (Argentina)      | Medalha de bronze   | Aberta              |
| 1990                    | Caracas (Venezuela)           | Medalha de bronze   | –72 kg              |